# Ернст Боріс Чейн
Ернст Боріс Чейн (англ. Ernst Boris Chain — Ернст Боріс Чейн, нім. Ernst Boris Chain — Ернст Боріс Хайн, 19 червня, 1906, Берлін — 12 серпня, 1979, Малрені, Мейо) — британський біохімік німецького походження, лауреат Нобелівської премії з фізіології або медицини 1945 року (спільно з Александром Флемінгом і Говардом Флорі) «за відкриття пеніциліну і його цілющого впливу при різних інфекційних хворобах».

## Життєпис
Народився в Берліні в єврейській сім'ї промисловця і хіміка, недавнього іммігранта з Могильова Михайла Хаїна (пом. 1919) і Маргарити Ейснер Хаїн, рідної сестри одного з керівників Баварської республіки Курта Ейснера. Навчався в Luisengymnasium і ще в гімназичні роки під враженням від відвідин батьківській лабораторії і фабрики зацікавився хімією. У 1930 році закінчив Університет Фрідріха-Вільгельма і наступні три роки займався дослідженнями в області ензимології в клініці Шаріте. З приходом до влади нацистів і зростанням антисемітських настроїв, у 1933 Чейн перебрався у Велику Британію, де до 1935 року працював в Кембриджі, у лабораторії Нобелівського лауреата Фредеріка Хопкінса з вивчення фосфоліпідів. У 1935 році Чейна запросили в Оксфордський університет і в наступному році він отримав позицію лектора в університетській школі патології.
У 1948 році СРСР використав Чейна для обходу обмежень на постачання обладнання для промислового виробництва пеніциліну, що було накладено на СРСР через розробку біологічної зброї: 100-сторінковий звіт Чейна детально описував технологію промислового виробництва пеніциліну, і лише після його отримання СРСР зміг налагодити промислове виробництво.  
З 1954 року був членом Ради директорів Інституту Вейцмана в Ізраїлі. Вийшовши на пенсію, оселився в Ірландії.

## Сім'я
Дружина (з 1948 року) — біохімік Енн Бєлов (Anne Beloff-Chain), сестра відомого британського історика барона Макса Бєлова (1913—1999) і журналістки Нори Бєлов (Nora Beloff, 1919—1997), співавтор ряду наукових робіт чоловіка. Сини — імунолог, професор Міського коледжу Лондона Бенджамін Чейн (Benjamin M. Chain) і президент ради директорів біотехнологічних і фармацевтичних компаній Mindset BioPharmaceuticals, Intellect Neurosciences та інших у США та Ізраїлі, біохімік Даніел Чейн (Daniel G. Chain).